# Picrospora secura
Picrospora secura är en fjärilsart som beskrevs av Edward Meyrick 1912. Picrospora secura ingår i släktet Picrospora och familjen säckspinnare. Inga underarter finns listade i Catalogue of Life.